# اليازوري
الحسن بن علي بن عبد الرحمن أبو محمد اليازوري: ولد في يازور واليها نسبته، ويازور هي من أعمال الرملة في فلسطين. كان أبوه من أهل يازور ومن ذوي اليسر وقاضياً فيها، فلما مات خلفه ابنه أبو محمد، ثم ولي القضاء في الرملة فأخذ يكرم العلماء ويحسن إليهم ويجالسهم كما ولي عمارة المسجد الأقصى في القدس عام 417 هـ. ولما عزل عن القضاء، ربما لأنه كان ينقد احكام قاضي القضاة في مصر، جاء إلى مصر ومعه احمال من التفاح أهداها إلى كبار رجال الدولة. وبفضل أحد هؤلاء الكبار تمكن من الوصول إلى خدمة السيدة رصد أم الخليفة المستنصر بالله الفاطمي . 
فعمل في ديوانها في سنة 439 هـ: 1047 م ثم أخذ يتقدم في وظائف هذا الديوان إلى أن عين في منصب قاضي القضاة مضافاً إليه «داعي الدعاة ـ منصب الدعوة الإسماعيلية» وكان ذلك سنة 441 هـ: 1040م.
ثم أخذ نفوذ اليازوري يزداد لدى ام الخليفة فعينت ابنه «محمد بن الحسن» نائباً لوظائف والده، كما عينت ابناً آخر له على قضاء الشام. 
تعاظم نفوذ اليازوري في البلاط الفاطمي ومفاصل الدولة حتى لقب بسيد الوزراء. الا ان عصره كان معروفاً بانقلاباته السياسية فشعر الخليفة المستنصر المستنصر بالله الفاطمي بالخوف من توسع سلطات اليازوري فأمر بقتله وذلك في سنة 450 للهجرة.